# Eoseristalis nigripes
Eoseristalis nigripes là một loài ruồi trong họ Ruồi giả ong (Syrphidae). Loài này được Bigot miêu tả khoa học đầu tiên năm ot ?. Eoseristalis nigripes phân bố ở vùng Tân Nhiệt đới